# 시무캇푸촌
시무캇푸촌(일본어: 占冠村)은 일본 홋카이도 가미카와 지방 최남부에 있는 촌이다.
촌명의 유래는 아이누어로 ‘시모카프’(シモカプ, 조용하고 평화로운 강의 상류)이다.

## 지리
가미카와 종합진흥국 관내의 최남부에 위치한다. 사방이 산으로 둘러싸여 있고 면적의 94%는 삼림이다. 동서로 국도 274호선, JR 세키쇼선이 지난다. 도토 자동차도 시무캇푸 IC가 개통해 오비히로 방면과 연결되었다. 2011년에는 유바리 IC - 시무캇푸 IC 구간이 개통해 삿포로 방면과도 연결되었다.

### 기후
분지에 있기 때문에 여름과 겨울, 낮과 밤의 기온차가 크다. 또 겨울은 매우 한랭한 기후로 -30℃가 되는 일도 자주 있고 2001년 1월에는 -35.8℃가 기록되었다. 여름은 비교적 더워져 가장 더운 시기에는 30℃를 넘기도 하지만 아침과 저녁으로는 시원하다.
| 시무캇푸촌의 기후                                            | 시무캇푸촌의 기후 | 시무캇푸촌의 기후 | 시무캇푸촌의 기후 | 시무캇푸촌의 기후 | 시무캇푸촌의 기후 | 시무캇푸촌의 기후 | 시무캇푸촌의 기후 | 시무캇푸촌의 기후 | 시무캇푸촌의 기후 | 시무캇푸촌의 기후 | 시무캇푸촌의 기후 | 시무캇푸촌의 기후 | 시무캇푸촌의 기후 |
| 월                                                           | 1월               | 2월               | 3월               | 4월               | 5월               | 6월               | 7월               | 8월               | 9월               | 10월              | 11월              | 12월              | 연간              |
| ------------------------------------------------------------ | ----------------- | ----------------- | ----------------- | ----------------- | ----------------- | ----------------- | ----------------- | ----------------- | ----------------- | ----------------- | ----------------- | ----------------- | ----------------- |
| 역대 최고 기온 °C (°F)                                       | 6.6 (43.9)        | 12.4 (54.3)       | 15.8 (60.4)       | 24.2 (75.6)       | 31.7 (89.1)       | 33.6 (92.5)       | 34.6 (94.3)       | 34.2 (93.6)       | 30.9 (87.6)       | 25.0 (77.0)       | 17.9 (64.2)       | 12.8 (55.0)       | 34.6 (94.3)       |
| 일평균 최고 기온 °C (°F)                                     | −3.4 (25.9)       | −2.3 (27.9)       | 2.0 (35.6)        | 9.2 (48.6)        | 16.7 (62.1)       | 21.0 (69.8)       | 24.3 (75.7)       | 24.7 (76.5)       | 20.6 (69.1)       | 13.8 (56.8)       | 5.7 (42.3)        | −1.3 (29.7)       | 10.9 (51.7)       |
| 일일 평균 기온 °C (°F)                                       | −9.8 (14.4)       | −8.9 (16.0)       | −3.7 (25.3)       | 3.0 (37.4)        | 9.9 (49.8)        | 14.8 (58.6)       | 18.9 (66.0)       | 19.3 (66.7)       | 14.6 (58.3)       | 7.5 (45.5)        | 0.7 (33.3)        | −6.4 (20.5)       | 5.0 (41.0)        |
| 일평균 최저 기온 °C (°F)                                     | −18.0 (−0.4)      | −17.7 (0.1)       | −11.0 (12.2)      | −3.0 (26.6)       | 3.2 (37.8)        | 9.3 (48.7)        | 14.5 (58.1)       | 15.0 (59.0)       | 9.8 (49.6)        | 2.2 (36.0)        | −4.0 (24.8)       | −12.4 (9.7)       | −1.0 (30.2)       |
| 역대 최저 기온 °C (°F)                                       | −35.8 (−32.4)     | −35.4 (−31.7)     | −32.1 (−25.8)     | −21.1 (−6.0)      | −5.6 (21.9)       | −1.5 (29.3)       | 4.1 (39.4)        | 3.8 (38.8)        | −0.3 (31.5)       | −8.4 (16.9)       | −20.3 (−4.5)      | −29.3 (−20.7)     | −35.8 (−32.4)     |
| 평균 강수량 mm (인치)                                        | 46.6 (1.83)       | 43.7 (1.72)       | 65.6 (2.58)       | 85.9 (3.38)       | 104.4 (4.11)      | 77.7 (3.06)       | 143.5 (5.65)      | 216.4 (8.52)      | 167.3 (6.59)      | 137.2 (5.40)      | 117.0 (4.61)      | 77.2 (3.04)       | 1,291.4 (50.84)   |
| 평균 강설량 cm (인치)                                        | 167 (66)          | 141 (56)          | 127 (50)          | 39 (15)           | 0 (0)             | 0 (0)             | 0 (0)             | 0 (0)             | 0 (0)             | 2 (0.8)           | 54 (21)           | 165 (65)          | 705 (278)         |
| 평균 강수일수 (≥ 1.0 mm)                                     | 13.3              | 12.9              | 14.1              | 14.1              | 12.4              | 9.3               | 11.5              | 12.4              | 12.7              | 13.7              | 16.0              | 15.7              | 158.1             |
| 평균 강설일수 (≥ 3 cm)                                       | 21.3              | 18.5              | 16.5              | 5.7               | 0                 | 0                 | 0                 | 0                 | 0                 | 0.3               | 6.6               | 20.5              | 89.4              |
| 평균 월간 일조시간                                           | 83.5              | 86.8              | 119.1             | 150.7             | 178.7             | 161.0             | 136.5             | 137.4             | 134.4             | 124.7             | 74.8              | 63.4              | 1,451.1           |
| 출처: 일본 기상청 (평년값: 1991년~2020년, 극값: 1977년~현재) |                   |                   |                   |                   |                   |                   |                   |                   |                   |                   |                   |                   |                   |

## 역사
- 1905년 - 헤토나이촌(현 무카와정 일부)에서 시무캇푸촌이 분리되었다.
- 1906년 - 무로란 지청(현 이부리 종합진흥국)에서 가미카와 지청으로 관할이 변경되었다.

## 경제
기간산업은 농업, 낙농업, 임업이다. 산나물도 채취되어 명물이 되고 있다. 세키쇼선 개업 후에는 트마리조트 등의 관광 산업이 발전했지만 버블 붕괴와 운영회사의 도산 등으로 버블 때의 최전성기와 비교하면 손님 수는 감소하고 있다.

## 교통

### 철도
- 홋카이도 여객철도 세키쇼선

### 도로
- 도토 자동차도
- 국도 237호선
- 국도 274호선